# ماساماسو تشانغاي
ماساماسو تشانغاي (بالفرنسية: Massamesso Tchangaï)‏، من مواليد 8 أغسطس 1978 في أتاكبامي في توغو، لاعب كرة قدم توغولي.
بدأ مسيرته الكروية مع النادي الرياضي البنزرتي التونسي في موسم 1997/1998، وفي الموسم التالي، انتقل إلى نادي غوريكا السلوفيني، حيث لعب معهم 10 مباريات وسجل هدف واحد. في عام 1999، انضم إلى نادي غرافشاب الهولندي، ولعب معهم حتى عام 2001، وشارك معهم 28 مباراة وسجل هدف واحد، وفي موسم 2001/2002 انتقل إلى نادي فيتربيسي الإيطالي، ولعب معهم 16 مباراة، وفي عام 2002 انتقل إلى نادي بونيفنتو الإيطالي، ولعب معهم حتى عام 2006، وشارك معهم في 86 مباراة وسجل هدف واحد، ولعب في عام 2006 مع نادي النصر السعودي قبل ان ينتقل إلى نادي المريخ السوداني.
ومنذ عام 1998، بدأ تشانغاي اللعب مع منتخب توغو لكرة القدم.
توفي في 8 أغسطس 2010.

## روابط خارجية
- ماساماسو تشانغاي على موقع الاتحاد الدولي (مؤرشف)  (الإنجليزية)
- ماساماسو تشانغاي على موقع قاعدة بيانات كرة القدم.إي يو (الإنجليزية)
- ماساماسو تشانغاي على موقع ناشيونال فوتبول تيمز (الإنجليزية)
- ماساماسو تشانغاي على موقع عالم كرة القدم.نت (الإنجليزية)
- ماساماسو تشانغاي على موقع كووورة